# Haley Cutler
Haley Cutler (8 aprile 1997) è una sciatrice alpina statunitense.

## Biografia
Specialista delle prove veloci attiva dal dicembre del 2013, in Nor-Am Cup la Cutler ha esordito il 10 dicembre 2014 a Lake Louise in discesa libera (18ª), ha conquistato il primo podio l'8 dicembre 2022 a Copper Mountain nella medesima specialità (3ª) e la prima vittoria il 6 dicembre 2023 ancora a Copper Mountain in discesa libera; ha debuttato in Coppa del Mondo il 14 dicembre 2024 a Beaver Creek in discesa libera (42ª). Non ha preso parte a rassegne olimpiche o iridate.

## Palmarès

### Coppa del Mondo
- Miglior piazzamento in classifica generale: 119ª nel 2025

### Nor-Am Cup
- Miglior piazzamento in classifica generale: 5ª nel 2025
- 9 podi:
  - 5 vittorie
  - 5 terzi posti

#### Nor-Am Cup - vittorie
| Data            | Località        | Paese       | Specialità |
| --------------- | --------------- | ----------- | ---------- |
| 6 dicembre 2023 | Copper Mountain | Stati Uniti | DH         |
| 5 febbraio 2025 | Kimberley       | Canada      | DH         |
| 6 febbraio 2025 | Kimberley       | Canada      | DH         |
| 8 febbraio 2025 | Kimberley       | Canada      | SG         |
| 9 febbraio 2025 | Kimberley       | Canada      | SG         |

Legenda:

DH = discesa libera

SG = supergigante

### South American Cup
- Miglior piazzamento in classifica generale: 8ª nel 2025
- 4 podi:
  - 2 vittorie
  - 1 secondo posto
  - 1 terzo posto

#### South American Cup - vittorie
| Data             | Località | Paese | Specialità |
| ---------------- | -------- | ----- | ---------- |
| 4 settembre 2024 | La Parva | Cile  | DH         |
| 5 settembre 2024 | La Parva | Cile  | SG         |

Legenda:

DH = discesa libera

SG = supergigante